# George Bennett (kolarz)
George Bennett (ur. 7 kwietnia 1990 w Nelson) – nowozelandzki kolarz szosowy. Olimpijczyk (2016 i 2020).

## Osiągnięcia
Opracowano na podstawie:

2011
- 1. miejsce w Tour of Wellington
- 2. miejsce w Ronde de l’Isard

2013
- 2. miejsce w mistrzostwach Nowej Zelandii (start wspólny)

2016
- 10. miejsce w Vuelta a España

2017
- 1. miejsce w Tour of California

2018
- 8. miejsce w Giro d’Italia

2019
- 1. miejsce na 2. etapie Tour de France (jazda drużynowa na czas)

2020
- 2. miejsce w mistrzostwach Nowej Zelandii (jazda indywidualna na czas)
- 2. miejsce w mistrzostwach Nowej Zelandii (start wspólny)
- 1. miejsce w Giro del Piemonte
- 2. miejsce w Giro di Lombardia

2021
- 2. miejsce w mistrzostwach Nowej Zelandii (jazda indywidualna na czas)
- 1. miejsce w mistrzostwach Nowej Zelandii (start wspólny)

2022
- 2. miejsce w Vuelta a Castilla y León

## Rankingi
| Rok              | 2010 | 2011 | 2012 | 2013 | 2014 | 2015 | 2016 | 2017 | 2018 | 2019 | 2020 | 2021 | 2022 | 2023 | 2024 |
| ---------------- | ---- | ---- | ---- | ---- | ---- | ---- | ---- | ---- | ---- | ---- | ---- | ---- | ---- | ---- | ---- |
| UCI World Tour   |      |      | -    | -    | -    | 157. | 96.  | 73.  | 43.  |      |      |      |      |      |      |
| World Ranking    |      |      |      |      |      |      | 191. | 116. | 50.  | 136. | 26.  | 167. | 204. | 289. | 207. |
| UCI Europe Tour  | 887. | 427. |      |      |      |      | -    | -    | 398. |      |      |      |      |      |      |
| UCI Asia Tour    | -    | -    |      |      |      |      | 458. | -    | -    |      |      |      |      |      |      |
| UCI America Tour | -    | -    |      |      |      |      | 65.  | -    | -    |      |      |      |      |      |      |
| UCI Oceania Tour | -    | 3.   |      |      |      |      | -    | -    | 28.  | 9.   | 3.   | 9.   | 13.  | 20.  | -    |
|                  |      |      |      |      |      |      |      |      |      |      |      |      |      |      |      |
| Źródło: UCI      |      |      |      |      |      |      |      |      |      |      |      |      |      |      |      |